# Pomatinus substriatus
Pomatinus substriatus – gatunek chrząszcza z rodziny dzierożnicowatych.

## Taksonomia
Gatunek opisany został w 1806 roku przez Philippa Müllera, jako Parnus substriatus.

## Opis
Ciało długości od 4,2 do 5,5 mm, cylindryczne, barwy czarnej lub brunatnej, dzięki włoskom żółtawo połyskujące. Odnóża ciemnobrązowe ze stopami i pazurkami czerwonobrązowymi. Czułki o 9 członach, z których drugi płatowato rozszerzony, a pozostałe poprzecznie wydłużone i wąskie. Przedplecze węższe od pokryw o bokach lekko zaokrąglonych, a tylnych kątach ostro zakończonych. Rzędy punktów na pokrywach wyraźne, a międzyrzędy lekko wybrzuszone. Edeagus 1,4 mm długi, o wewnętrznym woreczku wywróconym. Paramery gładkie.

## Biologia i ekologia
Zamieszkuje niziny, pogórza i niższe rejony górskie. Spotykany w strumieniach i rzekach, w machach, na zatopionym i gnijącym drewnie i pod kamieniami.

## Rozprzestrzenienie
W Europie wykazany został z Austrii, Belgii, Bośni i Hercegowiny, Bułgarii, Chorwacji, Czech, Francji, Grecji, Hiszpanii, Holandii, byłej Jugosławii, Korsyki, Niemiec, Polski, Portugalii, Rumunii, Sardynii, Słowacji, Słowenii, Sycylii, Szwecji, Szwajcarii, Ukrainy, Węgier, Wielkiej Brytanii i Włoch. Ponadto znany z północno-zachodniej części Afryki Północnej, Azji Mniejszej, Kaukazu i Turkiestanu.
W Polsce rzadki, podawany z południa kraju.